# لوران شفارتز
لوران شفارتز (بالفرنسية: Laurent-Moïse Schwartz)‏ هو عالم رياضيات فرنسي، ابتكر نظرية الإشارة التجريبية أو التوزيعات وقد كان لهذا الابتكار أهميته فقد أعطى تعريفاً واضحاً لدالة ديراك. حصل في عام 1950م على وسام فيلدز بسبب إنجازاته.
بالإضافة إلى عمله كعالم فقد كان مفكراً.

## وصلات خارجية
- سيرة لوران شفارتز عن الجمعية الرياضياتية الأمريكية.
- Review of Schwartz's autobiography, same source